# Хомосексуалност у Византији
Хомосексуалност у Византији била је осуђивана и називана „грехом содомије“, у складу са осудом на коју је наилазила у Старом завету („С мушкарцем не лези као са женом; гадно је“ Лев.:18:22). Она је била уобичајена још за време позног Римског царства, када је обиље младих робова и евнуха створило идеалне услове за тако нешто. Више црквених отаца, међу којима се истицао Јован Златоусти, негодовало је против оваког начина сексуалног упражњавања.
Пошто је наишло на осуду црквеног клера, забрањено је и Јустинијановим новелама (77 и 141), које су, у ствари, понављале одредбу из Теодосијевог законика, према којој се за тако нешто изриче смртна казна која се састојала у одрубљивању главе иступнику. Исту казну изричу Ecloga и Ecloga aucta. 
У овој првој се предвиђа опроштај за малолетног (испод дванаест година) партнера, који се показао пасивним у односу, са образложењем да „године показују да није био свестан тога шта му се дешева“. Ова друга ослобађа партнера од смртне пресуде уколико има мање од петнаест година; уместо тога, или га бичују, или га пошаљу у манастир, с тим да је тамо стављен под строги надзор.
У Епитимијном номоканону Јован IV Испосника, који се састоји од осам поглавља, обухваћено је следећих седам телесних грехова: μαλακία /malakia/ (мастурбација), πορνεία /porneia/ (блудничење), μοιχεία /moicheia/ (прељуба), αρσενοκοιτία /arsenokoitia/ (хомосексуалност, у три вида), paidophtoria (сексуално злостављање малолетника), κτηνοβασία /ktenovasia/ (зоофилија) и αιμομιξία /haimomixia/ (инцест). Богородичина апокалипса, састављена између деветог и једанаестог века, наводи четири греха у вези са скрнављењем тела — блудничење, прељубу, хомосексуалност (и то два од укупно дванаест тумачења колико их је било) и инцест, а Анастасијина на све оно што стоји у претходно наведеној додаје још само мастурбацију. Ни у једној ни у другој апокалипси злостављање малолетника и зоофилија нису сврстане међу грехе.